# АГС-1
АГС-1 Архивная копия от 27 сентября 2021 на Wayback Machine — Автомотриса Грузовая Служебная, тип — 1. Выпускалась с 1995 по 2008 год на Муромтепловоз. Построено 66 машин.
Автомотриса с краном-манипулятором, предназначена для перевозки людей и грузов. На месте выполнения путевых работ и ремонтов может использовать кран-манипулятор, питать потребителей электричеством, перевозить до 4 т груза.

## Особенности[1]
- Имеет кран-манипулятор с вылетом стрелы до 7,2 м с навесным оборудованием, как: крюк, траверса и стропы, грейфтер или электромагнит
- Имеет салон с вместимостью в базовой модификации 6 человек

## Модификации[1]
- АГП-1 (выпуск с 1995 по 1996 год, построено 15 единиц) — Пассажирская, кабина имеет большее остекление и вмещает 8 пассажиров
- АГС-1А (выпуск с 1997 по 2006 год, построено 26 единиц) — модификация А
- АГС-1С — Северная для Ямальской ж/д, с двойным остеклением боковых окон
- АГС-1Т — Тропическая для Иракской и Сирийской ж/д, оснащены полужесткими/полумягкими автобусными сиденьями
- АГС-1Ш (выпуск с 2003 по 2006 год, построено 56 единиц) — для службы Ш, изменения направлены на обслуживание и ремонт в полевых условиях устройств СЦБ

## Технические характеристики[1]
- Вместимость — 6 чел.
- Высота — 3900 мм
- Длина — 12 250 мм
- Ширина — 3150 мм
- Колея — 1435 и 1520 мм
- Конструкционная скорость — 80 км/ч
- Минимальный радиус прохождения кривых — 90 м
- Мощность дизеля ЯМЗ-238М2 — 240 л. с. (176 кВт)
- Осевая формула — 2м
- Служебная масса — 22 т
- Грузоподъёмность — 4 т
- Тип передачи — механическая

## Эксплуатация[1]
- Белоруссия: Белорусская ж/д
- Казахстан: Казахские ж/д
- Россия: Восточно-Сибирская ж/д, Горьковская ж/д, Дальневосточная ж/д, Забайкальская ж/д, Калининградская ж/д, Красноярская ж/д, Куйбышевская ж/д, Московская ж/д, Октябрьская ж/д, Приволжская ж/д, Свердловская ж/д, Северная ж/д, Северо-Кавказская ж/д, Юго-Восточная ж/д, Южно-Уральская ж/д, Ямальская ж/д
- Украина: Приднепровская ж/д

## Предшественники[1]
- Построена на базе АРВ-1
- Унифицирована с автомотрисой АГД-1А